# Rissoella caribaea
Rissoella caribaea is een slakkensoort uit de familie van de Rissoellidae. De wetenschappelijke naam van de soort is voor het eerst geldig gepubliceerd in 1943 door Rehder.